# 令計画
令 計画（れい けいかく、リン・ジーフア、1956年10月22日 - ）は中華人民共和国の政治家。第17期中国共産党中央委員、党中央書記処書記、党中央統一戦線部長。

## 経歴
本来の苗字は令狐である。父親の令狐野（れいこ や、リンフー・イェー）は1930年代末、延安で中国共産党に入党した医師で、同じく山西省出身の薄一波の親友であった。四男一女の子があり、党文書の用語からそれぞれ名をつけた。方針・路線・政策・計画・完成である。地方官僚の妻である令狐路線以外は、姓を一文字の令に改めている。
1975年6月、地元山西省平陸県の共産主義青年団（共青団）県委員会に入り、1976年6月、中国共産党に入党。1979年に共青団中央に抜擢され、宣伝部の活動に携わる。共青団中央で昇進を重ね、1988年より共青団中央書記処弁公室主任、共青団中央弁公庁主任を歴任して共青団団中央書記処第一書記だった胡錦濤を支えた。その後、共青団宣伝部長も務めた。
1995年12月からは党中央弁公庁に移り、1999年12月、副主任に任命される。2002年11月の第16回党大会で党中央候補委員となり、直後の第16期党中央委員会第1回全体会議（第16期1中全会）で党総書記に就任した胡錦濤の秘書を務める。2007年9月19日、党中央弁公庁主任に昇格。同年10月の第17回党大会で中央委員に選出され、第17期1中全会で中央書記処書記に任命された。
2012年9月1日、中共の統戦部部長に転出。
2014年12月22日、令計画は重大な規律違反で党組織の調査を受けていると新華社が報じた。
2015年2月28日の第十二回中国人民政治協商会議常務委員会第九次会議で、令の政治協商会議副主席職務の停止及び政協委員資格剥奪の決定が下された。
2015年7月20日、中共中央政治局は令の党籍・公職を剥奪するという決定を下した。また、令の犯罪関与について司法機関に調査を要請した。この決定を受け、最高人民検察院は同日、令を収賄の疑いで立件し、逮捕することを決定した。2016年5月13日に収賄罪、国家機密違法取得罪、職権濫用罪で起訴された。
2016年7月4日、天津市第一中級人民法院は令計画に対し、無期懲役の判決を言い渡した。令は上訴をしない意向を表明した。

## 家族に関わる不祥事
妻の谷麗萍（こく れいへい、グー・リーピン）はいくつもの非営利団体の幹事長を務め、職位や令計画夫人という身分を利用してお金を不正に手に入れたことが報じられた。香港紙「東方日報」の報道によると、令計画一家は日本とシンガポールの銀行で合計370億人民元の預金があるほか、谷の名義で京都市に2軒の邸宅を所有している。また、谷は元中国中央テレビキャスターの芮成鋼とは親密な関係にあり、芮を通じて中国の政治・経済に関する機密情報を海外に漏らした疑いもある。
2012年3月18日未明、息子の令谷（れい こく、リン・グー）は北京海淀区で発生した交通事故で死亡した。運転していた黒いフェラーリスパイダーが道路の側壁に激突したため、令谷はほぼ即死し、同乗していた2人の女性も重傷を負い、うち1人が後に亡くなった。令計画はこの事件の隠滅を図り、自分の特権や周永康の腹心を利用したことがのちに明らかにされた。令計画の統一戦線部長への転出も、本来中南海の警備を担当する中国共産党中央弁公庁警衛局に現場を封鎖させたことにより、胡錦濤の不興を買った結果であると言われた。なおこの事件は「黒いフェラーリ事件」と称されることもある。
2014年6月19日、山西省政治協商会議の副主席を務めた次兄の令政策（れい せいさく、リン・ジェンツォ）は法律と規律違反の疑いで、中国共産党中央規律検査委員会に事情聴取されたと報じられる。この件について新華社のコメントには、「朝裡有人也不霊」（朝廷に関係者がいても融通できない）という言葉があり、令計画は実兄を庇うことができないと示唆した。なお、この事件の関係者として、政策と計画の末弟で会社経営者の令完成（れい かんせい、リン・ワンチェン）も規律監査委員会の調査を受けていたと報じたが、その後、令完成は「王誠」あるいは「ジェイソン・ワン」の偽名を使いアメリカのカリフォルニア州に逃亡した。完成は米国に亡命を希望している。

## 外部サイト
- 新華社による履歴

| 先代杜青林 | 中央統一戦線部長2012年 - 2014年 | 次代孫春蘭 |

| 先代王剛 | 中央弁公庁主任2007年 - 2012年 | 次代栗戦書 |